# Tschappina
Tschappina é uma comuna da Suíça, no Cantão Grisões, com cerca de 158 habitantes. Estende-se por uma área de 24,67 km², de densidade populacional de 6 hab/km². Confina com as seguintes comunas: Flerden, Lohn, Mathon, Safien, Urmein.
A língua oficial nesta comuna é o Alemão.